# 明石寿々栄
明石 寿々栄（あかし すずえ、1932年8月24日 - 2013年8月13日）は、落語協会に所属していた音曲師。本名は鈴木 登代子。

## 経歴
11歳の頃より琵琶を習い、戦後は宗家山に錦堂師についていた。
羽田の米国空軍基地の教育センターで教育アドバイザー、秘書として7年間勤務したのち、1957年9月、テネシー州フリード・ハーディマンカレッジに奨学資金を得て留学する。1958年、テキサス州ラバック・クリスチャン大学に引き抜かれて移籍し、1959年、A.A.学位を得て卒業。
帰国数年後、子供の頃より憧憬を持っていた三味線音楽に没頭し、民謡・端唄・俗曲・鳴物など、各分野において師範となる。1994年、落語協会に入会。5代目柳家小さん門下にて寄席に出演。小さん没後、5代目鈴々舎馬風門下となる。
2001年5月、社団法人日本善行会より受賞、同年7月に日本文化振興会社会文化功労賞を受賞した。長い月日、大田区立山王会館で地域在住の外国人と中学生以下の子供達に、三味線と唄をボランティアで教えていたことが評価された。

## 芸歴
- 1932年8月∶東京都築地木挽町に生まれる。
- 1994年∶五代目柳家小さん門下で落語協会へ入会。音曲師として活動を開始する。
- 2002年∶柳家小さん死去。十代目鈴々舎馬風門下へ移籍。
- 2013年8月∶死去。

## 人物
得意料理は餃子。皮から伸す餃子は皆が天下一品と認めていた。両親が戦後中華料理千成を経営していた為、本場中国の方から伝授された技法は絶品と仲間内からも好評だった。
浅草吉原の料亭「松葉屋」に芸人として在籍すること15年、その間数多くの外国人観光客の通訳もつとめ、日本の食文化並びに三味線音楽のすばらしさを強調する「個人外交官」としても活躍。